# Symbaloo
Symbaloo es una antigua palabra griega que significa “recopilar” o “reunir”.  Symbaloo  es una aplicación o plataforma gratuita basada en la nube que permite a los usuarios organizar y categorizar enlaces web en forma de botones de opción. Symbaloo funciona como un navegador y puede ser configurado como una página de inicio, permitiendo a los usuarios crear un escritorio virtual accesible desde cualquier dispositivo con conexión a Internet.
Los usuarios de Symbaloo, una vez registrados previamente, disponen de una página en forma de cuadrícula con diferentes botones de opción que enlazan a una página específica. La aplicación permite a los usuarios asignar colores diferentes a dichos botones para favorecer una clasificación visual de los mismos.

Simbaloo es una herramienta que permite crear diferentes páginas o pantallas con botones de opción a cada usuario de forma personalizada. 
Estas secciones denominadas webmix son útiles para organizar temas y enlaces que pueden ser compartidos con otros usuarios, haciéndolas públicas y permitiendo enviarlas vía correo electrónico.
En 2015 Symbaloo tenía 6 millones de usuarios en todo el mundo, principalmente utilizado como un recurso de educación en línea 

### Utilidades del Symbaloo
- Los alumnos y profesores pueden usar symbaloo para “curar” contenidos, es decir, “guardar” todas las páginas o URLs que les interesen, pudiendo organizarlas por temáticas en cada pestaña.
- Los profesores pueden compartir un webmix con sus alumnos, en el que estén los enlaces a tareas y recursos para un trabajo concreto a realizar.
- Los profesores pueden encargar a los alumnos hacer un webmix de recursos sobre un tema o para un trabajo, para que luego se lo presenten; y también pueden encargarles que lo compartan públicamente en la galería, prestando así un servicio a los demás.
- Los alumnos o profesores pueden usar la galería de webmixes públicos para encontrar o “curar” contenidos o recursos.
- Los profesores podrían usar Symbaloo para hacer un webmix con los enlaces a cada portafolio del alumno (u hoja de calificaciones, o de asistencia, etc), con la foto de cada alumno como icono.